# Магістеріум католицької Церкви
Магістеріум церкви (лат. Magisterium ecclesiae) в католицькій церкві влада авторитетного викладання істин віри, здійснюване колегією єпископів з папою римським на чолі та індивідуально через єпископів, що залишилися в єдності з колегією.
За вченням церкви, навчання здійснюється через єпископа Риму на принципі верховенства належного наступника святого Петра і єпископів, які, як наступники Апостолів, зобов'язані виконувати вказівку Ісуса Христа: «Тож ідіть, і навчіть всі народи… навчаючи їх зберігати все те, що Я вам заповів» (Мт. 28:19-20). Ісус обіцяв святому Петру і апостолам, а отже і їхнім наступникам, що залишиться з ними до кінця світу і пошле їм Святого Духа, щоб він навчав їх всілякої істини і нагадував їм усе, що почули від Нього (пор. Ів. 14:26). Завдяки цьому папа і єпископи в єдності стверджують, що не можуть помилятися стосовно істин віри і моралі. Зокрема, не помиляється папа, коли урочисто ex cathedra визначає якийсь догмат віри чи моральну правду. Це було визначено під час Першого Ватиканського собору. На підставі цього правила, наприклад, папа римський Пій XII проголосив у 1950 догмат про вознесіння Діви Марії. Згідно з цією доктриною не помиляються також і всі єпископи, коли разом з папою на вселенському соборі оголошують урочисте догматичне визначення або дають остаточну постанову, а також коли вони розпорошені у світі, але зберігають зв'язки спілкування між собою і з Наступником Петра одностайно погоджуються на якусь точку зору, що має бути остаточно визнана вірянами.
Папа і єпископи не вчать самі свого тлумачення Євангелія, але використовують для цієї місії багатьох людей, у першу чергу священиків і катехитів. Також і католицькі батьки вчать віри своїх дітей. Папа римський і єпископи стежать, щоб усі вони вчили віри в інтерпретації католицької Церкви.